# Карпенья, Ульдерико
Ульдери́ко Карпе́нья (итал. Ulderico Carpegna; 24 июня 1595, Скаволино, графство Карпенья — 24 января 1679, Рим, Папская область) — итальянский куриальный кардинал и доктор обоих прав. Епископ Капаччо с 9 августа 1627 по 12 февраля 1635. Епископ Губбио с 23 сентября 1630 по 11 октября 1638. Епископ Тоди с 11 октября 1638 по 31 августа 1643. Камерленго Священной Коллегии кардиналов с 14 января 1648 по 1 февраля 1649. Префект Священной конгрегации обрядов с 9 января 1675 по 24 января 1679. Вице-декан Священной Коллегии Кардиналов с 28 января 1675 по 24 января 1679. Кардинал-священник с 28 ноября 1633, с титулом церкви Сант-Анастазия с 9 января 1634 по 21 апреля 1659. Кардинал-священник с титулом церкви Сан-Пьетро-ин-Винколи с 21 апреля 1659 по 21 ноября 1661. Кардинал-священник с титулом церкви Санта-Мария-ин-Трастевере с 21 ноября 1661 по 11 октября 1666. Кардинал-епископ Альбано с 11 октября 1666 по 18 марта 1671. Кардинал-епископ Фраскати с 18 марта 1671 по 28 января 1675. Кардинал-епископ Порто и Санта Руфина с 28 января 1675 по 24 января 1679.